# スターリングシルバー

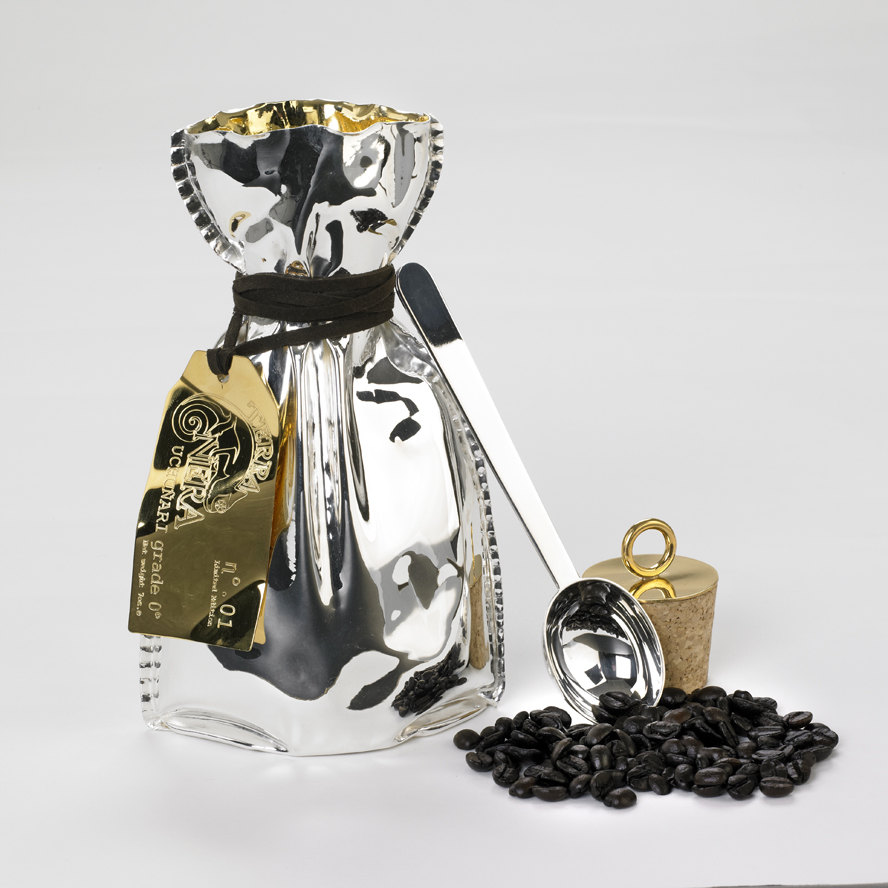
ウチュナリ コアティ (Uchunari coffee) のスターリングシルバー製のパッケージ

スターリングシルバー (sterling silver) は、銀の含有率925パーミル（92.5パーセント）、割り金（製品強度を上げるための金属）75パーミル（7.5パーセント。主に銅）の銀合金である。
12世紀頃、ドイツ東部のとある組合が、イギリスから購入する牛の代金をEasterlingと呼ばれる銀貨で支払っており、その銀貨がイギリスで広まっていくうちに略されてsterlingとなったとされる。以後、この品位をスターリングと呼ぶようになり、1300年代にイギリスの法定品位となった。それ以来1920年まで、イギリスの銀貨は925スターリング材で鋳造されてきた。その後は品位を500に落とし、1947年以降はプルーフ貨幣以外に銀貨は鋳造されなくなったが、イギリスの通貨ポンドの正式名称は現在も pound sterling である。
スターリングシルバーは、銀と比べて反応性が高い銅を含むため、純銀よりも硫化しやすい。しかし、適切な熱処理を行うと時効硬化性（時間とともに硬さを増す効果）が銀合金中最も顕著であるために、貴族の富の象徴のテーブルウェアや家具調度品に利用されてきた。最近は宝飾品に多く利用されている。装身具用貴金属の品位区分を決めている、ISO9202とJIS H6309 は、925を銀の品位区分の一つにあげている。また、造幣局の品位証明区分の中にも入っている。
2012年のロンドン五輪のメダルもスターリングシルバーであるが、銀の含有率が965パーミル、残りの割り金は銅とより純度を上げたものになっている。
フルートの素材としてもよく利用されるが、この場合は900 - 975パーミル程度の差がある。習慣的にすべてスターリングシルバー扱いされる。サクソフォンなどでも利用したものがあるが、一般的ではない。いずれにしても、近代以後は銀を使用しない安価な洋白に多くが取って代わられている。
槌打は、銀の製造工程の中で最も多くの時間を必要とするため、人件費の大半を占めていた。銀を80ウェイトパーセント、青銅を20ウェイトパーセント混ぜたハンダで隙間を塞ぎながら、部品をつなぎ合わせて複雑で芸術的な作品を作り上げた。最後に、ヤスリをかけて継ぎ目をなくして研磨し、刻印を打って完成させる。